# Nicholas Brathwaite
Nicholas Brathwaite (ur. 8 lipca 1925 na wyspie Carriacou, zm. 28 października 2016) – grenadyjski polityk nauczyciel i urzędnik, premier Grenady od 1983 do 1984 i od 1990 do 1995.

## Życiorys
Z wykształcenia nauczyciel szkoły podstawowej, awansował później na stanowisko szefa college’u nauczycielskiego. Był członkiem Narodowego Kongresu Demokratycznego i z jego ramienia zasiadał w parlamencie. Po inwazji Stanów Zjednoczonych na Grenadę i obaleniu wojskowych puczystów w listopadzie 1983 został powołany przez gubernatora generalnego Paula Scoona na szefa Tymczasowej Rady Doradczej (faktycznego premiera). Funkcję utrzymał do grudnia 1984, kiedy przegrał wybory parlamentarne.
Kolejny raz objął stanowisko szefa rządu w 1990, przez pewien czas pełnił też funkcję szefa dyplomacji. Zrezygnował z fotela jeszcze przed wyborami parlamentarnymi z 1995, które to jego partia przegrała. Zmarł w 2016 w wieku 91 lat.
Był żonaty z Pansy (zm. 2009).
Oficer Orderu Imperium Brytyjskiego (1975). W 1995 zyskał tytuł szlachecki.